# State of the Union
 State of the Union és una pel·lícula estatunidenca de Frank Capra, estrenada el 1948. La pel·lícula va ser escrita per Myles Connolly i Anthony Veiller basada en l'obra del mateix nom de Russel Crouse i Howard Lindsay que va guanyar un premi Pulitzer. Capra i els seus guionistes es van mantenir extremadament fidels a l'obra original i van actualitzar el guió durant la filmació. Spencer Tracy va ser la primera opció com a protagonista tant per a Capra com per als autors de l'obra.

## Argument
Un industrial inicia la seva carrera política en el partit republicà com a candidat a la presidència dels Estats Units, però la seva tasca requerirà compromisos incòmodes tant en el terreny polític com en el matrimonial.

## Repartiment
- Spencer Tracy: Grant Matthews
- Katharine Hepburn: Mary Matthews
- Van Johnson: 'Spike' McManus
- Angela Lansbury: Kay Thorndyke
- Adolphe Menjou: Jim Conover
- Lewis Stone: Sam Thorndyke
- Howard Smith: Sam I. Parrish
- Charles Dingle: Bill Nolard Hardy
- Maidel Turner: Lulubelle Alexander
- Raymond Walburn: Jutge Alexander
- Margaret Hamilton: Norah
- Art Baker: Locutor de ràdio
- Pierre Watkin: Senador Lauterback
- Florence Auer: Grace Orval Draper
- Irving Bacon: Buck Swanson
- Charles Lane: Blink Moran

## Producció
L'actriu Claudette Colbert fou elegida originalment per fer el paper de Mary, l'esposa de Grant Matthews. Desavinences amb Capra van fer que Colbert abandonés la pel·lícula. Katharine Hepburn va ser escollida com a substituta pocs dies abans de començar la filmació. Ella havia estat ajudant a Tracy amb el guió i, per tant, ja coneixia l'obra.
Durant la filmació hi va haver tensió entre Adolphe Menjou i Katharine Hepburn, ja que el primer era membre del grup polític conservador Motion Picture Alliance for the Preservation of American Ideals, que vetllaven per la preservació dels ideals americans; Hepburn perytanyia al Committee for the First Amendment que s'oposava a la repressió que patiren molts artistes. Durant el rodatge, Menjou va testificar com a testimoni davant el House Un-American Activities Committee. Moltes fonts van informar que al plató, Hepburn va ser "cordial" amb Menjou quan tenien escenes conjuntes, però fora d'això, s'evitaven.